# Just a Boy
Just a Boy è il secondo album del cantante britannico Leo Sayer, pubblicato dalle etichette discografiche Chrysalis e Warner Bros. nel 1974.
I testi dei brani sono composti dall'interprete e le musiche da David Courtney, che produce l'album insieme ad Adam Faith, mentre gli arrangiamenti sono curati da Andrew Powell.
Dal disco vengono tratti i singoli One Man Band e Long Tall Glasses.

## Tracce

### Lato A
1. Telepath
2. Train
3. The Bells of St Marys
4. One Man Band
5. In My Life

### Lato B
1. When I Came Home This Morning
2. Long Tall Glasses
3. Another Time
4. I Think We Fell in Love Too Fast
5. Giving It All Away